# Universidad de Oriente Núcleo de Monagas
La Universidad de Oriente, Núcleo Monagas es una institución de educación superior, pública y autónoma de Venezuela; consta principalmente de dos campus: el de Los Guaritos, ubicado en la Avenida Universidad de Maturín, y el de Juanico, ubicado en la urbanización Juanico de la misma ciudad. Fuera de Maturín cuenta con sede en Jusepín, parroquia del Municipio Maturín, estado Monagas.

## Carreras
Entre los 2 campus, se dictan las carreras de:
- Ingeniería de Petróleo.

- Ingeniería Agronómica.

- Ingeniería de Sistemas.

- Ingeniería de Producción Animal.

- Ingeniería Ambiental.

- Contaduría Pública.

- Gerencia de Recursos Humanos.

- Tecnología de los Alimentos.

- Administración.